# Päivi
Päivi ist ein finnischer weiblicher Vorname. Er leitet sich vom finnischen Wort päivä (auf Deutsch: Tag) ab. Der Name wurde in Finnland erstmals 1901 offiziell vergeben, in den späten 1950er- und den 1960er-Jahren war Päivi unter den beliebtesten weiblichen Vornamen in Finnland. In der finnischen Coverversion Poika nimeltä Päivi von Leevi and the Leavings des Country-Klassikers A Boy Named Sue steht Päivi für den typischen Mädchennamen.

## Verbreitung
In Deutschland kommt Päivi mindestens seit 2012 in den Hitlisten vor. Von 2010 bis 2023 wurde der Name rund 20 Mal gewählt. In der Schweiz tragen den Namen 55 Personen (Stand 2023). Der Name ist besonders in Finnland beliebt, wird aber auch in gerne in Schweden vergeben. Dahingegen ist er in Dänemark eher selten anzutreffen.

## Namenstag
- In Finnland der 16. Juni, außerhalb Finnlands ist kein Namenstag angegeben.[1]

## Varianten
- Päivikki
- Päivä (gelegentlich auch als männlicher Vorname)

## Bekannte Namensträgerinnen
- Päivi Aaltonen (* 1952), finnische Bogenschützin
- Päivi Alafrantti (* 1964), finnische Leichtathletin
- Päivi Paunu (1946–2016), finnische Schlagersängerin
- Päivi Räsänen (* 1959), finnische Politikerin
- Päivi Salo (* 1974), finnische Eishockeyspielerin
- Päivi Tikkanen (* 1960), finnische Leichtathletin
- Päivi Tolppanen (* 1977), finnische Goalballspielerin